# Гемохроматоз
Гемохроматоз (також — пігментний цироз печінки, бронзовий діабет, синдром Труаз'є-Ано-Шоффара, сидерофілія) — спадкове, генетичне захворювання, під час якого організм людини починає накопичувати залізо, яке надходить з їжею.
Супроводжується поширеним зростанням відкладання залізомісткого пігменту у тканинах деяких органів з наступними фіброзними змінами в них та функціональними порушеннями.

## Етіологія та патогенез
В основі захворювання лежить значне посилення всмоктування заліза слизовою тонкої кишки, схильність до якого передається спадково. Дослідження останніх двох десятиліть прояснили механізми даного явища. У 2000 році Краузе з колегами з ультрафільтрату крові виділили пептид, який складається з 25 амінокислот та має антибактеріальні та протигрибкові властивості. Спочатку він одержав назву LEAP-1, згодом — HAMP (експресований печінкою антимікробний пептид). У 2001 році Парк з колегами виділили його з людської сечі та назвали гепсидин.

Подальші дослідження виявили вплив гепсидину на обмін заліза: високий рівень гепсидину призводив до блокування всмоктування заліза з кишки та розвиток анемії, резистентної до лікування пероральними препаратами заліза внаслідок блокади ферропортину — транспортного каналу заліза. Натомість дуже низький рівень гепсидину вів до втрати контролю за процесом всмоктування заліза з кишки.
При одній з форм первинного гемохроматозу внаслідок генетичної аномалії синтезу гепсидину всмоктуваня заліза відбувається неконтрольовано, його надлишок накопичується у тканинах, зумовлюючи клінічну картину захворювання. Однак пенентрантність є неповною: від третини до половини носіїв гомозиготної мутації не мають перевантаження залізом.

Приблизно у 1/3 хворих на гемохроматоз відмічають значне зловживання алкогольними напоями.

Хворіють переважно чоловіки, тому що в жінок природна фізіологічна втрата крові запобігає прогресуванню захворювання.
Розрізняють первинний (ідіопатичний) та вторинний гемахроматози.
Первинний відносять до ферментопатій та розглядають як вроджене, конституційно зумовлене захворювання, при якому у тонкій кишці всмоктується значно більше заліза, аніж у нормі. Воно у надлишку скупчується у тканинах та органах у вигляді гемосидерину, спричиняючи в них запально-склеротичні зміни.
Вторинний гемохроматоз спостерігають при надзвичайно тривалому прийомі хворими препаратів заліза, частих переливаннях крові. Захворювання проявляється гіперпігментацією шкіри, цирозом печінки, нерідко спленомегалією, цукровим діабетом, недостатністю статевих залоз та дистрофією міокарда з порушенням ритму серця та серцевою недостатністю.

## Клінічні ознаки
Прояви хвороби зазвичай виникають у віці 40-60 років.
Найхарактерніші прояви:
- пігментація шкіри,
- цукровий діабет,
- гепатомегалія та симптомів порушення функції печінки,
- серцева недостатність,
- ураження наднирників.

У 50 % хворих шкіра набуває бронзового відтінку, що пов'язано з відкладанням меланіну та частково гемосидерину, який містить залізо. Пігментація найчіткіше видна на ділянках шкіри, які підлягали сонячному опроміненню.
Зазвичай знаходять збільшення печінки, яка є щільною при пальпації, функція печінки зазвичай змінена, причому різку її зміну може спровокувати інтеркурентна інфекція. Селезінка збільшена в 50 % хворих.
Цукровий діабет є у значної частини хворих, зазвичай легкого або середнього ступеня тяжкості.
Аритмію або характерну серцеву недостатність виявляють нерідко у відносно молодих людей.
Окрім цих проявів, нерідко спостерігають статеву дисфункцію, артропатії та деякі інші.

## Діагностика
Діагноз підтверджують при визначенні підвищеного вмісту заліза у сироватці крові (понад 30 мкмоль/л). У сумнівних випадках застосовують морфологічне дослідження тканини печінки з біопсією її.

## Лікування
Складається з проведення повторних кровопускань (з вилученням до 400—500 мл крові на тиждень), які сприяють вивільненню заліза з його депо у тканинах, запобігаючи тенденції до прогресування склеротичних процесів у органах. З раціону харчування виключають продукти, які містять залізо. Дієта збагачена білками.
Відповідне лікування при ускладненнях (цукровий діабет, захворювання печінки та серця).